# St. Georg (Hoheim)

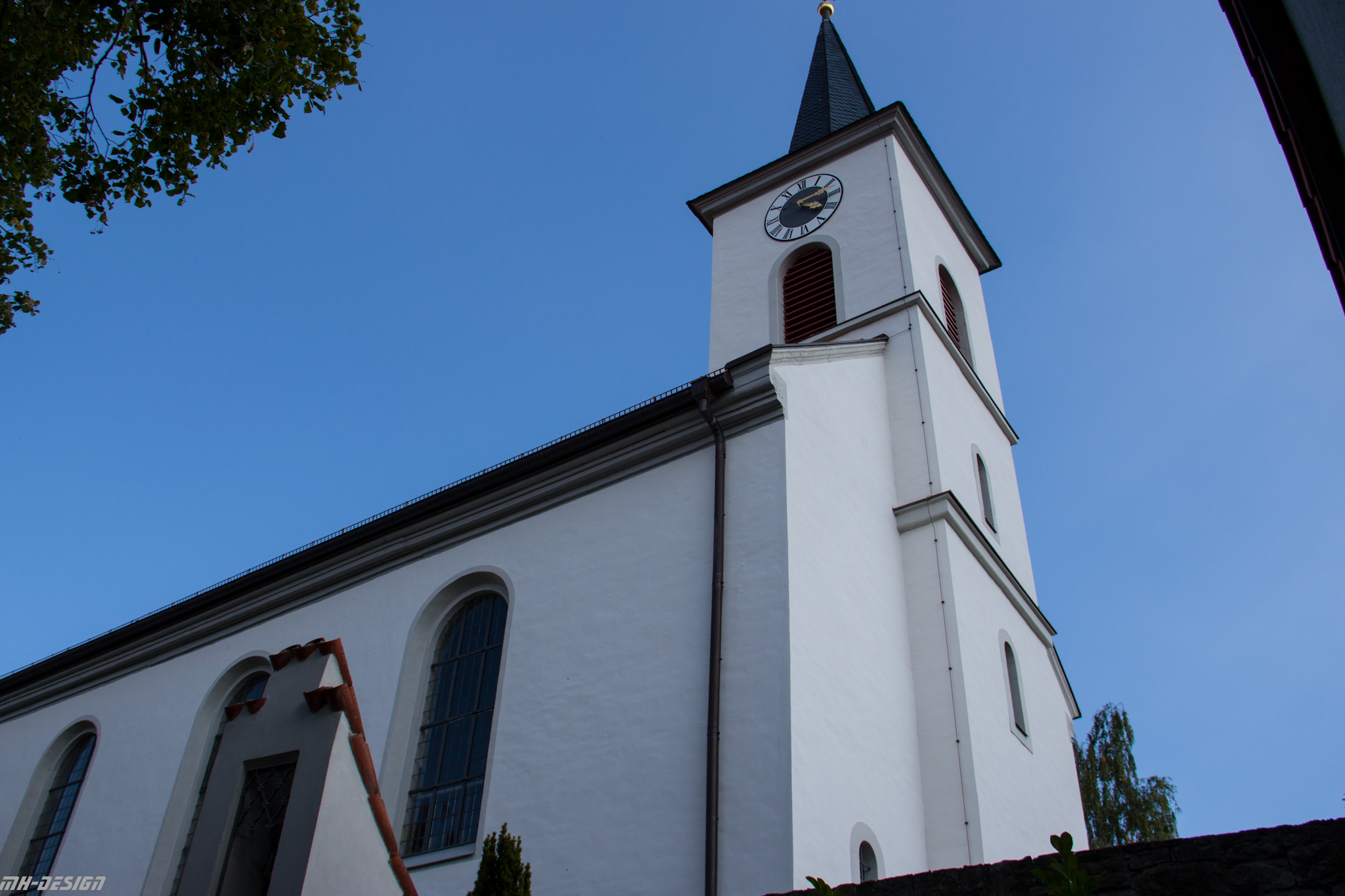
Die Kirche St. Georg in Hoheim

Die Kirche St. Georg im unterfränkischen Hoheim, einem Stadtteil der Kreisstadt Kitzingen, ist die katholische Pfarrkirche des Ortes. Das Gotteshaus steht am sogenannten Kirchberg in der Mitte des Dorfes. Die Kirche gehört zum Dekanat Kitzingen.

## Geschichte
Das Dorf Hoheim wurde im Jahr 1142 erstmals urkundlich erwähnt. Im Jahr 1390 kam das Dorf an die Markgrafen von Brandenburg-Ansbach. Bereits 1348 wurde eine Pfarrei im Dorf genannt. Damals hatten die Äbtissinnen vom Benediktinerinnenkloster in Kitzingen das Patronatsrecht inne, die Pfarrei war dem Kloster inkorporiert. Im 15. Jahrhundert entstand der noch bestehende Chor mit einem Kappengewölbe.
Um 1528 führte Markgraf Georg von Brandenburg-Ansbach die Reformation in Hoheim ein. Im 16. Jahrhundert wurde die Sakristei errichtet, die sich bis heute erhalten hat. Im Jahr 1629 erwarb das Hochstift Würzburg das im 14. Jahrhundert verpfändete Dorf von den Markgrafen zurück und Fürstbischof Philipp Adolf von Ehrenberg forcierte die Gegenreformation in Hoheim. Zu diesem Zeitpunkt wurde die Gemeinde vom Kaplan von Kitzingen seelsorgerisch betreut, die Pfarrei war in den Wirren untergegangen.
Im 18. Jahrhundert konnte die Gemeinde das Langhaus ihres Gotteshauses erweitern. Am 29. August 1707 benedizierte der Würzburger Weihbischof Johann Bernhard Mayer die Kirche neu. Ab 1740 erhielt die Gemeinde neue Seelsorger. Fortan kümmerten sich die Kapuziner aus Kitzingen um die Gläubigen. Am 23. Januar 1806 wurde das Kitzinger Kapuzinerkloster aufgelöst und Hoheim fortan von Rödelsee aus betreut.
In der Folgezeit wechselte Hoheim mehrfach die Pfarrei. Zunächst plante man das Dorf in eine sogenannte preußische Pfarrei aus dem ehemaligen Besitz der Markgrafen einzugliedern. Als dieser Plan scheiterte, kam der Ort im Jahr 1816 wieder zur Johannespfarrei in Kitzingen. 1832 wurde das Langhaus erneut erweitert, 1854 das alte Blechdach des Langhauses durch Ziegel ersetzt und der Turm erhöht.
Zwei Stiftungen führten zu einer erneuten Aufwertung der Gemeinde Hoheim. Im Jahr 1859 stiftete der Pfarrer Georg Joseph Ringelmann von Markt Bibart genügend Geld um eine Lokalkaplanei zu errichten. Eine größere Stiftung von mehreren Geschwistern brachte der Gemeinde genug Geld, um eine Pfarrei zu etablieren. Sie wurde im Jahr 1909 durch Prinzregent Luitpold eingerichtet. Ab 1987 wurde Hoheim Teil der Vinzenzpfarrei in Kitzingen. Die Kirche wurde 1958 bis 1960 renoviert, 1986 fand eine Innenrenovierung statt.

## Architektur

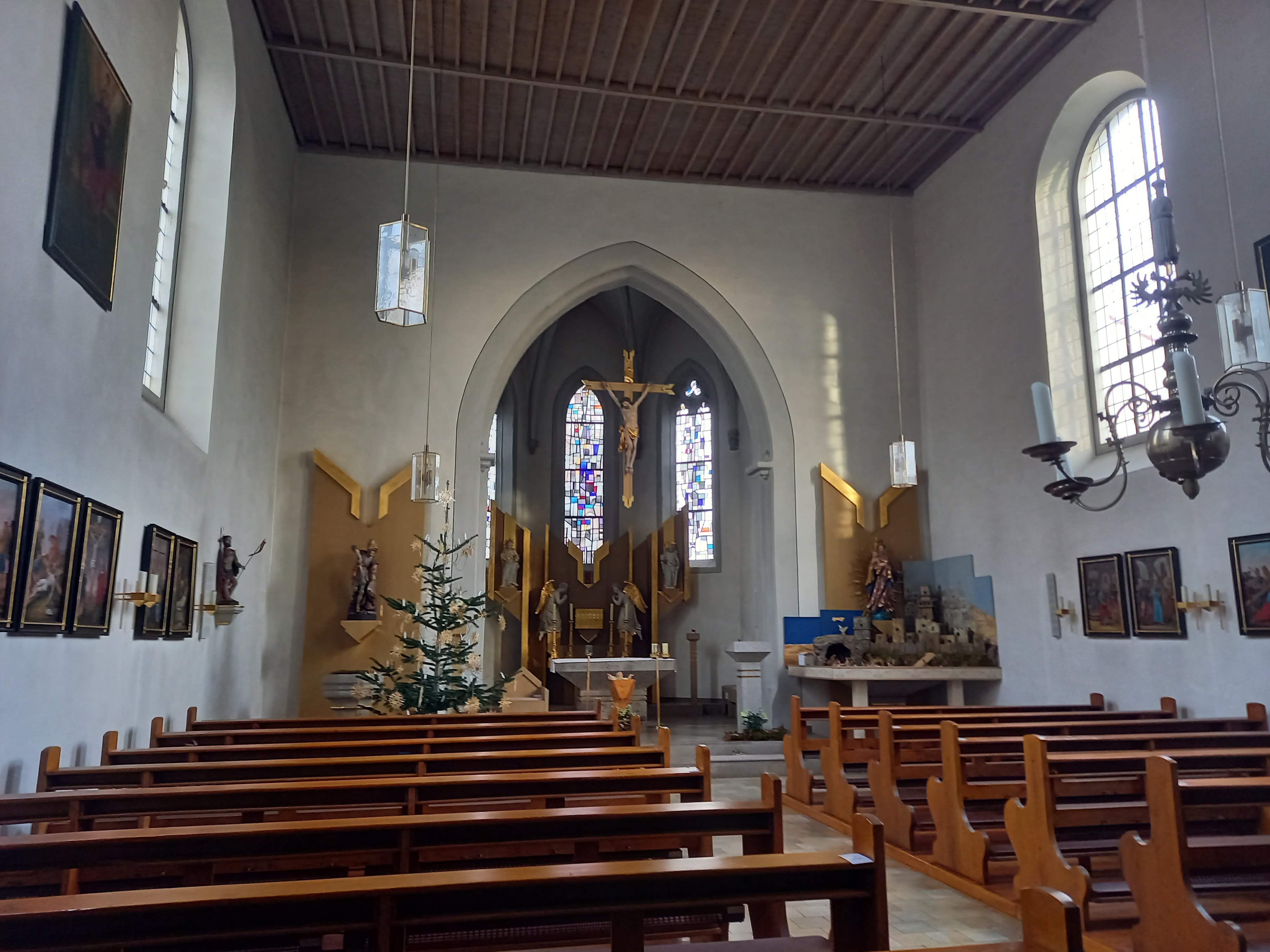
Innenansicht der Kirche

Ältestes Bauteil der Kirche ist der Chor aus dem 15. Jahrhundert mit einem Kappengewölbe. Das Langhaus aus dem 18. Jahrhundert erhielt eine Flachdecke. Das Gotteshaus wurde in allen Epochen verändert. Heute präsentiert sich die Kirche als Saalbau. Der Turm besitzt vier Geschosse, die auch äußerlich durch Gesimse erkennbar sind. Er schließt mit einem Spitzhelm ab. Außen wurden zwei Sandsteinepitaphe aus dem 18. Jahrhundert angebracht.

## Ausstattung

### Glocken
Das Geläut der Georgskirche besteht aus drei Glocken. Die älteste wurde von einem unbekannten Würzburger Gießer geschaffen und kam bereits im 18. Jahrhundert in das Gotteshaus. Wahrscheinlich musste die Gemeinde mehrere Glocken im Zuge der Einschmelzungen während der Weltkriege abgeben. Erst 1992 konnte das Geläut wieder vervollständigt werden.
| Name         | Grundton | Gussjahr | Gießer                   | Durchmesser in Zentimeter | Gewicht in Kilogramm | Inschrift |
| ------------ | -------- | -------- | ------------------------ | ------------------------- | -------------------- | --- |
| Georgsglocke | cis‘‘    | 1992     | Firma Bachert, Heilbronn | 76,5                      | 250                  | „St. Georg“, „Ich aber will zu Gott rufen, und der Herr wird mir helfen. Psalm 55,17“, „Hoheim 1992“, „Gestiftet von Fam. Richard Schleyer“ |
| Marienglocke | e‘‘      | 1992     | Firma Bachert, Heilbronn | 63,5                      | 140                  | „Ave Maria“, „Meine Seele preist die Größe des Herrn. Lk 1,46“, „Hoheim 1992“, „Gestiftet von Fam. Richard Schleyer“                        |
| ohne         | gis‘‘    | 1776     | Würzburger Gießer        | 48,5                      | 55                   | ohne |

### Weitere Ausstattung
Die weitere Ausstattung stammt zumeist aus dem 19. Jahrhundert und ist der Neugotik zuzuordnen. Sowohl die drei Altäre als auch die Kanzel kamen im Jahr 1832 in das Gotteshaus. Im Jahr 1960 weihte der Würzburger Bischof Josef Stangl den neuen Altar versus populum. Er wurde von Erwin Seitzer gearbeitet und weist eine große Tabernakelkonsole auf. Zwei Figuren der Heiligen Peter und Paul rechts und links aus dem 18. Jahrhundert stammen aus der ehemaligen Klosterkirche in Kitzingen. 
Die Fenster aus Buntglas von 1960 schuf der Würzburger Künstler Curd Lessig. Um das Jahr 1700 kam der achtseitige profilierte Taufstein in die Kirche. In der gleichen Zeit entstand auch der Kronleuchter mit dem Doppeladler aus Messing. An der nördlichen Langhauswand befindet sich ein Gemälde des heiligen Christophorus aus dem 18. Jahrhundert. Ein weiteres Gemälde zeigt Christus am Kreuz.
Ältestes Ausstattungselement ist eine Figur des auferstandenen Christus. Sie wurde wohl im 16. Jahrhundert zur Entstehungszeit des Gotteshauses geschaffen. 14 Kreuzwegstationen durchziehen das Langhaus. Die Orgel hat zehn Register und wurde von Barthel Brünner im Jahr 1748 geschaffen. Im Jahr 1993 nahm die Firma Otto Hoffmann aus Ostheim vor der Rhön eine umfassende Renovierung des Instruments vor.